# Байдыты
Байдыты (пол. Bajdyty) — деревня в Бартошицком повяте Варминьско-Мазурского воеводства Польши. Входит в состав гмины Бартошице. По оценочным данным Главного статистического управления Польши (GUS) в 2015 году население деревни составляло 50 человек.

## География
Деревня находится на северо-востоке Польши, в северной части воеводства, на расстоянии примерно 13 километров (по прямой) к юго-востоку от города Бартошице, административного центра повята. Абсолютная высота — 70 метров над уровнем моря.

## История
До 1945 года деревня называлась Байдиттен и входила в состав германской провинции Восточная Пруссия. В 1939 году в Байдиттене проживало 384 человека. После завершения Второй мировой войны деревня вошла в состав Польши. В 1975—1998 годы административно относилась к Ольштынскому воеводству.
В 1983 году в Байдытах насчитывалось 13 домов и 89 жителей.